# David G. P. Taylor
David George Pendleton Taylor (Bristol, 5 luglio 1933 – Londra, 8 novembre 2007) è stato un diplomatico e politico britannico, è stato Governatore di Montserrat dal 23 maggio 1990 al 16 luglio 1993; è stato il primo Capo dell'esecutivo delle Isole Falkland dal 1983 al 1987 per il primo mandato e dal 1988 al 1989 per il secondo mandato.